# Бозієнь (Нямц)
Бозієнь, Бозієні (рум. Bozieni) — село у повіті Нямц в Румунії. Входить до складу комуни Бозієнь.
Село розташоване на відстані 279 км на північ від Бухареста, 59 км на схід від П'ятра-Нямца, 48 км на південний захід від Ясс.

## Населення
За даними перепису населення 2002 року у селі проживали 855 осіб, усі — румуни. Усі жителі села рідною мовою назвали румунську.